# Линия Пита Мондриана в работе Вернера Хофмана «Основы современного искусства»
Работа Вернера Хофмана «Основы современного искусства» интересна тем, что в ней автор рассматривает искусство XX века, выделяя те знаковые имена, которые открыли в нем (искусстве) новые горизонты. Под «новыми горизонтами» австрийский искусствовед понимает тот "первоначальный импульс художественной деятельности, который связан с «деланием», а не подражанием. Согласно Хофману процесс делания (то есть созидания), предшествующий подражанию, получил свое предельное осмысление в работах Пита Мондриана и Василия Кандинского.

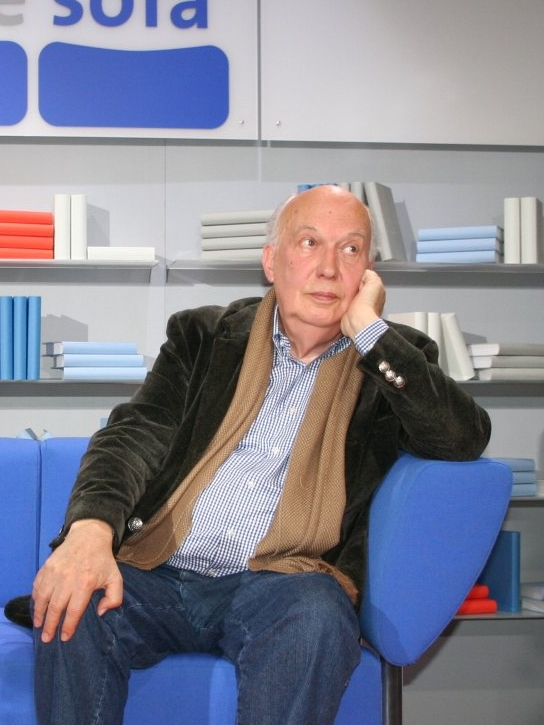
Вернер Хофман

В системе координат Хофмана Мондриан и Кандинский занимают крайние позиции. Если первый (Мондриан), разрабатывая «дистилляты линий», стремится к отточенности формы, то второй (Кандинский) постепенно уходит в область бесформенного, где напрочь отсутствует какой бы то ни было общий лейтмотив. «Кандинский, — пишет Хофман, обращается к произвольному движению пера,…работает с почти неограниченным запасом аппроксимаций».
Описанные выше характеристики творчества художников дают представление о двух линиях развития — и Кандинский, и Мондриан различными путями приходят к абстракции. Но в чем же их заслуга в глазах Вернера Хофмана? Почему имена этих двух художников так важны для понимания логики развития искусства XX века?
Мы возвращаемся обратно к тому тезису, который был заявлен в начале работы, а именно: деятельность Мондриана и Кандинского связана с «деланием». Оба мастера отказываются от воспроизведения (то есть подражания) той реальности, которая может быть доступна в опыте. Они как бы отвергают предметный мир и преодолевают материю. Само абстрактное творчество Мондриана и Кандинского свидетельствует, что «формальный комплекс, который не воспроизводит предметных содержаний, вовсе не представляет собой второстепенной реальности, заимствованной из эмпирического мира и поэтому подчиненной ему, — он становится действительностью первого порядка и как таковой равнозначен вещам и предметам из нашего внешнего окружения». Иными словами, можно сказать, что в своих произведениях Мондриан и Кандинский создают собственную, подлинную для них реальность, и в этом смысле их воззрения близки взглядам идеологов кубизма Пабло Пикассо и Жоржа Брака.
Для Хофмана кубизм Пикассо (а также Брака) представляет собой третье (наряду с Мондрианом и Кандинским) важное явление начала XX века, а точнее периода около 1910 года. Тезисы всех трех художников с одной стороны связывают начало нового столетия с предшествующей историей художественного развития, а с другой представляют собой основание тем событиям, которые будут происходить в искусстве после 1910 годов. Важно подчеркнуть, абстрактное творчество Кандинского и Мондриана, коллажи Пикассо утверждают «автономность художественной формы».
В своей работе Вернер Хофман подробно разбирает творчество каждого из названных выше мастеров, нас же в данной работе будет интересовать именно вклад Пита Мондриана в XX век, а также связь данного мастера с предшествующей художественной традицией. Но прежде чем непосредственно приступить к анализу творчества голландского художника по Хофману, важно сказать несколько слов о том фундаменте философского знания, на котором основывается работа австрийского искусствоведа, а именно о неокантианстве Марбургской школы.

## Неокантианство и Марбургская школа
Неокантианство, как философское течение, возникает во второй половине 19 — начале 20 века в Германии и ставит перед собой цель возрождения основных кантовских идей в новых исторических, научных и культурных условиях.
Вообще, данная философия была направлена против «позитивистской методологии» и «материалистической метафизики». В русле неокантианства сложились две школы: Марбургская и Баденская. Первая школа была представлена именами Германа Когена (основатель), Пауля Наторпа и Эрнста Кассирера. Баденская школа ассоциируется с именами Вильгельма Виндельбанда и Генриха Риккерта. Фокус внимания Марбургской школы был направлен на #"математизированное естествознание , интерес Баденской группы был сосредоточен на методологии гуманитарных наук.
Неокантианство отталкивалось от представления Канта о том, что предмет познания нам не просто дан, но является в значительной степени конструкцией самого познающего субъекта. Неокантианцы еще более «радикализировали» данное убеждение и заявили, что научные теории не являются нам из данных опыта, но представляют собой «свободные конструкции сознания». Получается, что само сознание (и его конструктивная деятельность) выступает в качестве некой предпосылки анализируемой реальности, а также науки и данных опыта.
На что опирались в своих убеждениях неокантианцы и, в частности, Марбургская школа? На убеждения данного философского течения помимо безусловного влияния идей Иммануила Канта оказали события, происходившие в тот момент (на рубеже 19-20 веков) в естественных науках. Во-первых, создание неевклидовой геометрии Бернхарда Римана и Николая Лобачевского, а также теории относительности Альберта Эйнштейна приводят к пересмотру окружающей нас действительности. Ранее, до середины 19 века, считалось, что в основе мироздания лежат законы ньютоновской механики и евклидовой геометрии (и то, и другое принимал во внимание Кант, выстраивая свое философское учение).
Новые достижения в физике привели, в свою очередь, к пересмотру прежних убеждений — ранее существовавшие теории перестали представляться единственно верными. Так, в добавление к уже перечисленным открытиям, можно присовокупить достижения физика и офтальмолога Германа Гельмгольца. Эксперименты данного ученого привели к пересмотру убеждения в теории познания, согласно которому субъект пассивно отражает объект (то есть окружающий мир). Гельмгольцу удалось установить, что человеческие органы чувств не механически реагируют на внешние воздействия, а активно формируют предмет зрительного восприятия. Иными словами, ученый пришел к заключению, что мы обладаем не образами (копиями) вещей, а лишь их знаками, то есть наша субъективность привносит нечто свое в ходе чувственного познания окружающего нас мира.
Все произошедшие перемены в научной мысли представители Марбургской школы подвергают осмыслению и приходят к выводу о том, что человеческий разум не отражает мир, а наоборот творит его. Согласно мнению марбуржцев, именно разум привносит порядок в хаотичное бытие. Такое представление приводит к формированию определенных установок: первая — отказ от поиска неизменных и общих первооснов бытия — неокантианцы считают, что в основе логической связанности научных положений лежит функциональная связь. Простейшим примером такой связи служит математическая функция y=f(x). Важно отметить, что, по мнению неокантианцев, именно познающий субъект вносит в мир различные функциональные связи. Вторая установка — антиметафизическая — то есть представители школы призывают отказаться от построения различных универсальных картин мира и сосредоточиться на логике науки.
Теоретические установки неокантианцев свидетельствуют о том, что данное философское течение во многом пересматривает изначальные положения Иммануила Канта. Так марбуржцы отказываются от понятия «вещи в себе», от ориентировки на евклидову геометрию и ньютоновскую классическую механику. Никаких вещей (объектов) в себе нет, существуют лишь предметности, порожденные нашим разумом. Неслучайно, Эрнст Кассирер заявляет: «Мы познаем не предметы, а предметно». То же самое происходит с представлением о пространстве и времени, согласно мнению неокантинцев, пространство и время не являются априорными формами чувственного восприятия (как считал Кант), а выступают как формы мышления. Иными словами, наш разум привносит логическую связь в мир, и именно так объясняется существование различных неевклидовых геометрий.
Говоря о неокантианстве важно выделить еще один аспект. В свете того, что в данном исследовании рассматривается тема, связанная непосредственно с искусством XX века, а именно линия Мондриана, представленная в работе Хофмана, важно также обратиться к труду одного из видных участников Марбургской школы, Эрнста Кассирера «Философия символических форм». Почему? По причине того, что данная работа рассматривает вопросы непосредственно связанные с культурой. По мнению Кассирера наука является высшей формой культурной деятельности человека. Последний же выступает как символическое существо. В различных символах науки (теориях, чертежах, понятиях) творческие способности человека объективируются, и через эти же символические конструкты реализуются высшие формы человеческого самосознания.
Таким образом, в труде Кассирера классический вопрос Канта «Как возможно познание?» превращается в вопрос «Как возможна культура?». В рамках культуры логическая форма перестает быть высшим универсальным критерием и на ее место приходит так называемая символическая функция. Последняя же, согласно Кассиреру, представлена везде: в мифологическом мышлении, в метафорах и образах искусства, в словах и выражениях языка, в религии. Символическая функция «работает» следующим образом: в знаках сознание как бы прерывает свое непрерывное течение, то есть внутреннее идеальное содержание являет себя через «внешний, чувственно ощущаемый, материальный субстрат». При этом придание значения — это не просто фиксация смысла, а также его сотворение и созидание. Получается, что человек, усваивая старые и создавая новые символы, выражает духовно-смысловое в материально-чувственном.
Теперь, после обсуждения основных тезисов, представленных в неокантианстве, важно сказать несколько слов о связи данного философского учения с работой Вернера Хофмана. В «Основах современного искусства» безусловно находит отражение убежденность марбуржцев в активной конструктивной функции разума. При описании особенностей творческого мышления Пита Мондриана (как и других знаковых фигур в искусстве прошлого столетия) австрийский искусствовед имеет ввиду значение символической функции в интерпретации Эрнста Кассирера. Более подробно о символической функции, а также об искусстве как об одной из составляющих символического пространства будет сказано ниже, во время рассмотрения представленного в работе Хофмана творчества Пита Мондриана. Но прежде чем приступить непосредственно к линии голландского художника, необходимо сказать несколько слов о предшествующей ему художественной традиции, в которой Хофман значительное внимание также уделяет символу и символической функции.

## Художественная традиция до XX века
Большое внимание символу Вернер Хофман уделяет прежде всего при рассмотрении средневекового искусства. Исследователь подчеркивает, что сам характер средневекового искусства предполагал существование символа на разных уровнях. В качестве примера в подтверждение своей точки зрения Хофман приводит изображение ягненка в средневековой мозаике. Если изначально ягненок соотносился в сознании людей с миром восприятия, то постепенно он превращается в агнца из Священного писания и как символ притягивает к себе новые смыслы. Иными словами, Хофман считает, что, став символическим, такого рода искусство «ощущает себя суверенным по отношению к миру восприятия», вот почему оно (искусство) может в мозаике, к примеру, отказаться от пространственной перспективы и от органических пропорций тела.
В такого рода искусстве также сходятся различные уровни значений, чувственное соприкасается с внечувственным, материальное с нематериальным, а единичное может обозначать всеобщее. Получается, что символическое искусство характеризует многозначность. Действительности же в данном виде искусства отводится указательная функция. Что же касается самого произведения символического искусства, то можно сказать, что оно (произведение) открыто к прочей реальности как в духовном, так и в материальном смысле. Иными словами, символическое формообразование подвержено соприкосновению с «неформированной», внехудожественной материей.
Средневековая архитектура представляет собой еще один пример перехода из сферы художественного в сферу реального. Хофман пишет: «От раннехристианской базилики до готического собора храмовые сооружения воплощают ряд видений, которые имеют отношение к небесному Иерусалиму. Однако это не только образ, но и действительность идеального небесного города, конкретность и знак одновременно». Отдельные элементы конструкции такой постройки также выступают в качестве символов: замковый камень символизирует Христа, колонны могут указывать на Христа, Мадонну или апостолов. Само сооружение, таким образом, вместе с произведениями пластики и живописи представляет собой комплекс многозначных символов. Границы между жанрами стираются. Данный принцип многозначности, существовавший в эпоху Средневековья, впоследствии уже в веке XX будет вновь переосмыслен, в том числе и в творчестве Мондриана.
Как уже было отмечено ранее, различные уровни выражения смешивались в одном и том же произведении искусства в эпоху Средневековья. В последующую эпоху, эпоху Возрождения, наоборот, на смену смешивания приходит разделение. Затем, в эпоху маньеризма, вновь будут происходить отдельные отступления от принципа разделения.
Начало процессу разделения, по мнению Хофмана, положила эпоха готики: готическое видение небесного Иерусалима (в готическом соборе соответственно) осуществляется намного более дифференцировано и искусно, чем в предшествующий романский период, однако, стремление к большей природной достоверности выступает как некая прелюдия к последующему разделению архитектуры, скульптуры и живописи. Обращение к эмпирическому миру приводит к открытию мира и человека. Для художника это значит с одной стороны ограничение (отказ от абстрактных символических связей, существовавших в средневековом искусстве), а с другой перед ним (художником) открывается свобода субъективно выражать освоение действительности.
В эпоху Ренессанса художник становится более восприимчивым к многообразию тварного мира. На Севере (прежде всего в нидерландском искусстве) взгляд обращается к близкому и утонченному, к изображению материала, к пространству ландшафта. В Италии ищут «живописные законы» и «объективные формы», образам придается внутренняя законченность и замкнутость. Разрабатываются законы перспективы. Картина приобретает свою автономность как гомогенная плоскость, но при этом становится зависимой от угла зрения смотрящего. Творческая индивидуальность выходит на первый план, а у произведений искусства появляются почитатели. Совершенно закономерно постепенно складывается культ гения.
Получается, что на смену средневекового плюрализма формы приходит разделение и обособление, продиктованные рационалистическим требованием близости к природе (в эпоху Возрождения). Наряду с этим происходит все большее приспосабливание формального содержания к содержанию предметному. Можно сформулировать иначе: на смену отдаленности от натуры в Средние века приходит близость к натуре в эпоху Возрождения. Близость же эта не является статической, как считает Хофман: «Ее действительные колебания простираются от натуралистической верности предмету до идеалистического очищения и возвышения. Она существует между полюсами бесформенности и строгости формы». Таковы, по мнению австрийского искусствоведа, истоки «Первой абстрактной акварели» Кандинского с одной стороны, и «Цветущей яблони» Мондриана с другой.
В качестве иллюстрации своей теории Хофман приводит примеры двух полюсов: работу Витторе Карпаччо «Видение святого Антония» и картину «Мадонна с гарпиями» Андреа дель Сарто. Первый художник отдается на волю предметных содержаний (работа Карпаччо изобилует подробностями), второй же прибегает к идеализации действительности. Так как нас больше интересует Мондриан, то можно сказать, что Андреа дель Сарто близок к голландскому художнику в том, что и тот, и другой стремились к идеализации эмпирического мира. Еще большего успеха в идеализации окружающей действительности достигает Бронзино. В работе «Венера, Купидон, Безумие и Время» эмпирические факты подчиняются «абстрактному идеалу красоты формы», а линии стремятся к автономности формы. У Мондриана этот абстрактный линеаризм достигает своей последней и наиболее строгой фазы.
Связь с XX столетием Хофман также улавливает и в эпохе маньеризма, ведь художники-маньеристы вновь заявили право творца на создание работ, которых отличала бы многозначность. В творениях маньеристов происходит смешение стилей (возвышенное смешивается с обыденным), а совершенной форме предпочитают несовершенную. Такова, к примеру, «Мадонна с длинной шеей» Пармиджанино, где высокая абстрактность линий в изображении фигур сочетается со скрупулёзной прорисовкой тканей. Само пространство картины распадается: наряду с изображением Мадонны появляется маленькая мужская фигура со свитком в руках, которая словно бы относится к иному пространству. Как результат, полотно теряет свое единство. В то же время формальная непоследовательность придает картине многозначность.
Приведенные выше примеры из различных эпох призваны показать: те вопросы с которыми столкнулись Мондриан и Кандинский в начале своего пути в сторону абстракции, в целом были характерны и для предшествовавших периодов развития искусства. Колебания между полюсами бесформенности и строгости формы происходили и раньше. И в этом прослеживается связь Мондриана и Кандинского с искусством прошлого. Важно то, что оттолкнувшись от этого спора между бесформенностью и строгостью формы оба мастера приходят к собственным «прорывам» в область абстрактного. В рамках же данной работы, как было отмечено ранее, нас более интересует линия, выбранная Питом Мондрианом, к ней мы теперь и переходим.

## Линия Пита Мондриана
Разговор о Пите Мондриане Хофман начинает с описания работы мастера «Цветущая яблоня» (созданной приблизительно в 1912 году). Для данной картины характерна упорядоченность и единство используемых линий. Мондриан «руководствуется» примером кубистов при организации пространства полотна, а также исходит из собственных впечатлений от природы. Само название картины подсказывает нам, что изображено, но художник при этом скрывает от зрителей то место, из которого должно выходить переплетение линий, иными словами, скрыт ствол дерева. Это был вынужденный жест. Ствол бы препятствовал «ритмической линеаризации».

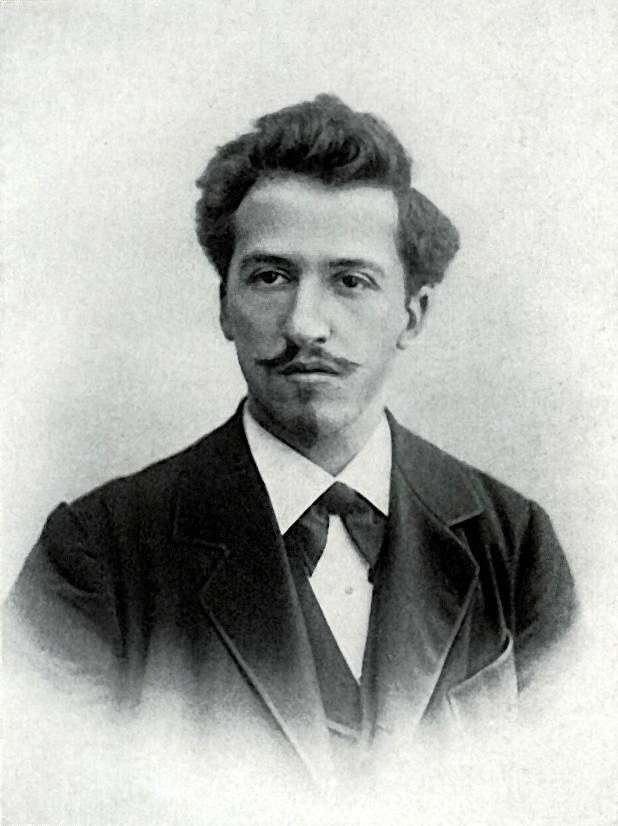
Пит Мондриан

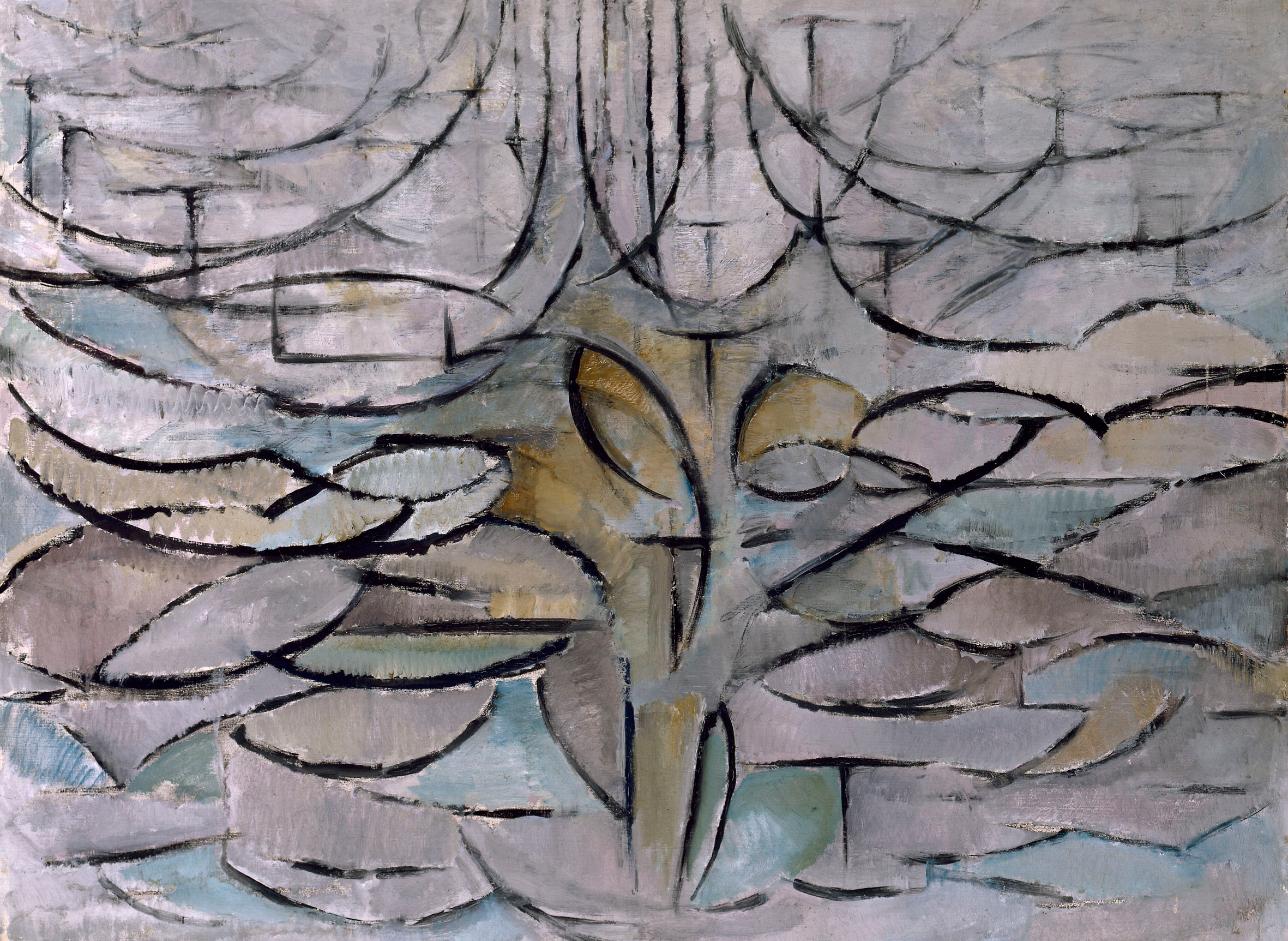
Пит Мондриан. Цветущая яблоня. 1921. Холст, масло

Как видно, посредством упрощения Мондриан выделяет характерные пралинии. Уже здесь, в ранней работе Мондриана, проявляется то, о чем говорил Эрнст Кассирер. Немецкий философ считал, что предметом искусства могут быть элементы нашего чувственного опыта «линии, очертания, архитектурные и #музыкальные формы». Данное высказывание взято из книги Кассирера «Опыт о человеке». В данной работе также значительное место уделяется рассуждениям об искусстве, поэтому мы также будем периодически к ней обращаться.
Высказыванию Кассирера вторит и сам Хофман. Австрийский искусствовед подчеркивает: у Мондриана линии постепенно «приобретают статус окончательной стадии формы». Очищая линии, Мондриан постепенно очищает и краски. Лишь в начале пути художник вслед за кубистами презрительно относится к цвету. Затем смешение красок (серой, охры и коричневой) постепенно уходит из работ Мондриана и вместо этого появляются чистые цвета — красный, синий, желтый, а также черный и белый, к последним двум периодически добавляется еще и серый. Картина «Цветущая яблоня» показывает начало пути, на другом же конце этого пути абстрактные работы Мондриана такие, как «Композиция с красным, желтым и синим» (1927). Иными словами, голландский художник постепенно «идет от предметного содержания ко все большему подчеркиванию формального начала, пока оно (формальное начало) не заявляет претензию на самоценность».
Рассуждая о творчестве Мондриана, Хофман пытается найти некие отсылки к линейному изображению в предшествующие периоды развития искусства. Австрийский искусствовед вспоминает о «Книге строительной артели» Виллара де Оннекура (XIII век) и об учебнике Уолтера Крэна «Линия и форма» (1900 г.). В обоих «пособиях» уделяется внимание тому, как с помощью линий и каркасов построить те или иные фигуры и изображения. Также Хофманом упоминаются «человек из кубиков» Альбрехта Дюрера и рассуждения Леонардо да Винчи о том, как следует изображать человеческие тела («для головы использовать О, а для руки прямую и загнутую линию…»). При сравнении работ Мондриана с творческим методом Леонардо да Винчи, а также с рисунками Крэна, Дюрера и Оннекура, Хофман отмечает любопытную особенность — то, что у перечисленных только что художников и теоретиков представляется как некая «разминка руки», как движение «от недифференцированного к дифференцированному» или от общего к особенному, у Мондриана представляет собой обратный процесс. Если линейные схемы у Крэна и Оннекура еще не ориентированы на спор с эмпирическими формами, то у голландского художника линейный каркас уже не ориентирован на этот же самый спор (здесь имеются ввиду более поздние работы Мондриана такие, как упомянутая выше «Композиция с красным, желтым и синим»).
Хофман считает, что Мондриан стремится к тому, чтобы познать сущностное с помощью линий. Иными словами, голландский художник стремится выделить из особенного всеобщее и универсальное. На пути к этой цели мастер из огромного количества линий, которые доступны в окружающем мире, улавливает и фиксирует главные. Хофман отмечает, что из ограниченного арсенала изобразительных средств также исключаются острые углы и кривые линии пока, наконец, не остается «аксиоматическое противоречие вертикалей и горизонталей». Мондриан, таким образом, берет линию под контроль, формальное начало постепенно вытесняет предметное содержание, и художественная форма становится суверенной. Художник обращается к постоянному и неизменному, и тем самым в системах координат, выбранных мастером, устанавливается универсальное равновесие. В этом смысле, можно сказать, что в своих работах Мондриан выступает как человек с идеалистическим мировоззрением.
Мысль (озвученная Хофманом в своей работе) о том, что художник использует свою субъективность для видения сущностного, соответствует представлениям Кассирера. Немецкий философ считал, что одна из главных функций искусства связана с возможностью художника проявить свою индивидуальность в объективном. При этом, помимо выражения своего внутреннего мира мастер также познает окружающий мир в процессе творчества. Последнее справедливо по отношению к Питу Мондриану. Линии, увиденные в природе и «прочувствованные» художником, позволили ему (художнику) прийти к пониманию устройства мира.
Упоминает Хофман (посредством цитирования самого художника) и о том, что Мондриан увлекался теософией, но австрийский искусствовед представляет данный факт через призму неокантианских идей. Хофман подчеркивает, что мировоззрение Мондриана стирает границу между чувственным и духовным восприятием. Художник у Хофмана предстает как способный прозревать закон, таящийся под поверхностью, то есть «читать эмпирический мир как раскрытую книгу». Такой взгляд Хофмана на личность художника согласуется с убеждением неокантианцев о том, что разум привносит логическую связь в мир и упорядочивает хаотичное бытие.
Любопытно то, что Мондриан, достигнув выражения некоего универсального смысла в своих работах, не удовлетворяется полученным результатом. Художник считает, что искусство является лишь звеном внутри «универсального поля связей». Иными словами, Мондриан убежден, что область прекрасного лишь отчасти заполняется произведением искусства. Хофман приводит цитату художника: «Мы видим, что чистая красота сама являет себя в постройках, сконструированных исключительно по законам необходимости и целесообразности, в жилых комплексах, фабриках, магазинах и т. д.» Здесь, в данной цитате, Мондриан показывает себя как человек, задумавшийся о будущем идеальном устройстве жизни. Выведенный «закон» эмпирического устройства мира, основанного на вертикалях и горизонталях, позволил художнику прийти к представлению о новом, всеобъемлющем принципе творческой деятельности, воплощенной в понятии неопластицизма: «Чистое пластическое видение, заявляет Мондриан, — должно построить новое общество, не иначе, как в искусстве построило новую пластику. Это будет общество, основанное на эквивалентном дуализме, общество равновесных связей». Художник видит возможность (несколько утопическую) построения общества в соответствии с принципом равновесия и гармонии. Данная идея оказала большое влияние на творческую группу De Stijl, участие в которой принимал и сам Мондриан.
Вообще, говоря о заслуге Мондриана как теоретика нового течения в искусстве, нельзя не отметить, что воззрения художника оказали большое влияние не только непосредственно на саму группу De Stijl (о которой еще будет сказано подробнее), но и в целом на саму атмосферу, в которой рождалось искусство после 1910 года. Мондриан (наряду с Кандинским) способствовал формированию представления о том, что предмет искусства необязательно должен быть изолированным, то есть являться выражением творческого гения одного мастера, он также может пониматься как результат всеобъемлющего творческого импульса. Целью же данного импульса, в этом случае, будет освоение всей реальности в целом: как материальной, так и духовной. И в этой связи, можно сказать, что, косвенным образом, творчество Мондриана созвучно идеям как дадаистов и сюрреалистов, так и русским конструктивистам и членам Баухауза.

## De Stijl
Но вернемся к группе De Stijl. В 1917 году выходит первый журнал De Stijl, предисловие к которому пишет Тео ван Дусбург, а статьи П. Мондриан, А. Кока, Й. Оуда и В. Хусцар. Впоследствии с журналом также сотрудничали Барт ван дер Лек, Джино Северини, архитектор Ян Вильс и скульптор Жорж Вантонгерло. Название группы уже подсказывает нам то, против чего выступали участники объединения. Группа отвергает случайные и многообразные природные формы, а также те формы искусства, которые созданы с опорой на индивидуальный темперамент. Получается, что De Stijl отвергает все, что имеет отношение к субъективным ощущениям: барочность, ярко выраженную индивидуальность, выразительность письма. Всему этому противопоставляется точность и уравновешенность (за что так радел сам Мондриан). Художник должен возвышать случайное до закономерного, а также создавать уравновешенные соотношения, лишь таким способом возможно прозреть внутреннее единство, лежащее «в основе всех явлений природы».

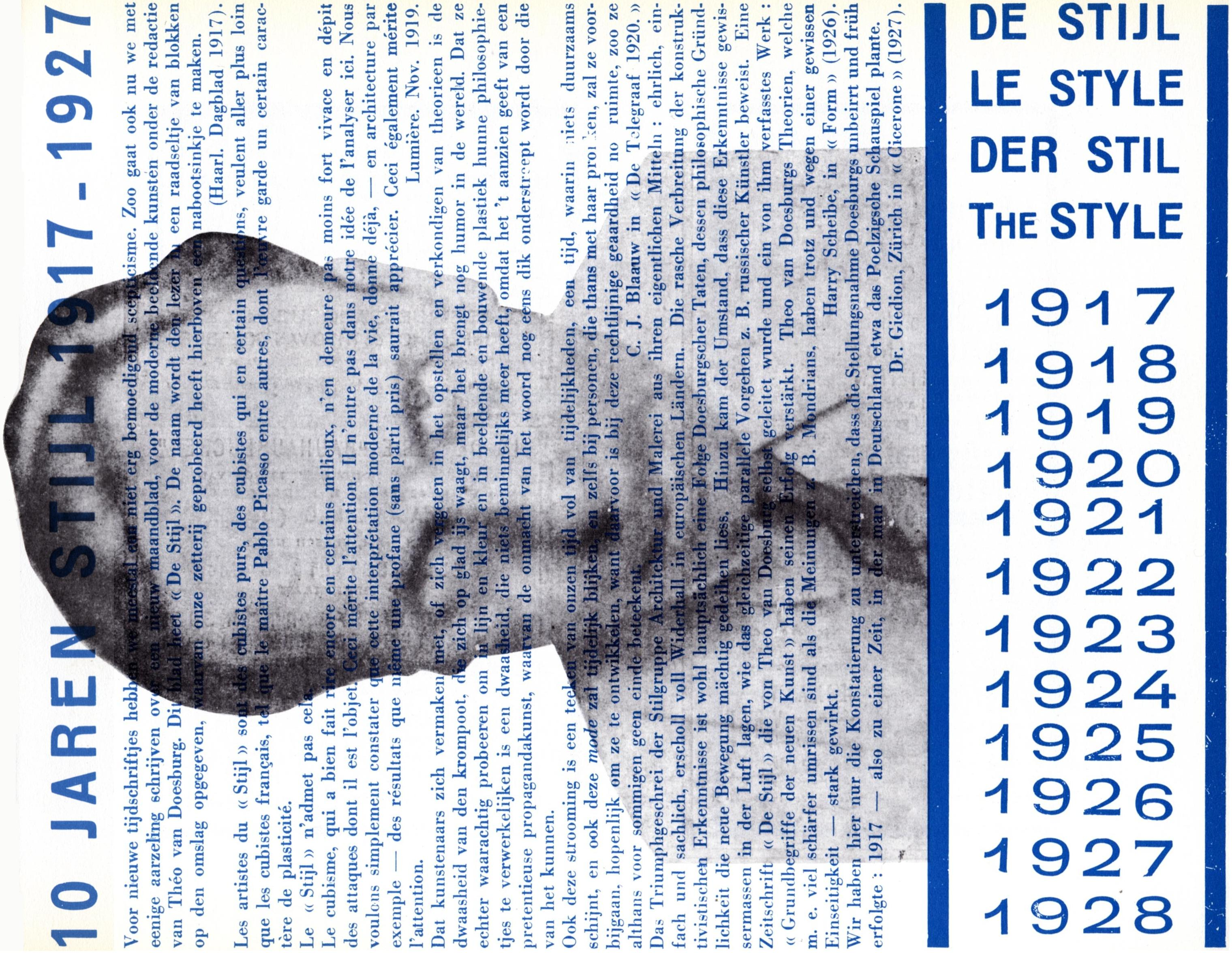
Обложка журнала De Stijl. Десятое юбилейное издание, 1927. № 79/84 (7)

Получается, что путь, который выбирают участники группы, ведет от внешнего облика предметов к структуре, а значит и сущности. Важно также отметить, что объединение призывает к универсальному обновлению самого человека и условий его жизни. Для достижения этой цели сам художник объединяется с инженером. «Он (художник), как пишет Хофман, стремится вмешиваться в социальные и экономические процессы, придавать форму действительности и делать ее разумной». Здесь, в призыве к освоению мира посредством разума, вновь звучат близкие неокантианству идеи о том, что наше мышление конструирует и упорядочивает окружающую нас реальность. Неслучайно Хофман отмечает: «Стиль должен заменить собой неупорядоченную природу». Любопытно также и то, что участники группы считали, что искусство, будучи связано непосредственно с жизнью, постепенно растворится в ней. Мондриан говорит о том, что «…если вдруг в жизни начинает доминировать универсальное начало, то искусство, ставшее по сравнению с жизнью нереальным, станет бесполезным..». Иными словами, как только цель участников группы — универсальное обновление жизни — будет достигнута, само искусство, стремившееся к этой цели, станет не нужным.
Обсуждение основных задач группы De Stijl помогает нам понять, какие идеи оказали на участников объединения решающее воздействие. Помимо очевидного влияния воззрений самого Мондриана, члены группы отталкивались от идей кубизма (последний же шел от Сезанна с его тектонизацией языка формы). Правда, признавая влияние кубизма на свое творчество, участники группы также критикуют его (кубизм) за то, что он не сумел превратить чистую абстракцию в «выражение чистой реальности». Еще одним важный источником вдохновения для группы выступил югендстиль, а именно его геометрическое крыло, откуда De Stijl берет свой основной элемент — прямой угол. Сама же потребность в «прозрении сути» идет от платоновского учения об идеях. Хофман также ссылается на учение Фомы Аквинского, когда говорит об идеале формы, принятом у группы, и основанном на трех основных принципах — четкости, точности и ясности. Присутствует и влияние протестантских идей в том, как видят члены объединения роль художника — в изображении Божественного в земном и в затемнении и упрощении его.
Как уже было сказано выше, в своих работах участники De Stijl используют прямой угол, а также три основных цвета — красный, желтый и синий. Впоследствии, происходит небольшое изменение — Ван Дусбург разворачивает прямой угол на 45 градусов, так что он (угол) перестает быть расположенным параллельно к самой раме картины. Мондриан выступает против этого решения и покидает группу.
Важно отметить, что идеи живописцев группы — Мондриана, а также Ван дер Лека и ван Дусбурга подготавливают переход от второго измерения к третьему, а именно «архитектурный функционализм» Ван Эстерена, Оуда и Ритвельда.
Группа вписывает свои достижения в архитектуру после 1918 года. К концу Первой мировой войны Оуд становится главным архитектором Амстердама. Ему принадлежит здание фабрики в Пурмеренде и проекты жилых домов. Ритвельд строит дом Шредера в Утрехте и использует прямой угол в оформлении интерьеров. Ван Дусбург вместе с де Бором создает проекты школ и домов для рабочих. Участники группы также оформляют штуттгартский ресторан «Обетт» с танцевальным залом.
В целом, как любой утопии, объединению не удалось достигнуть первоначально поставленной цели об универсальном преобразовании жизни, но при этом нельзя не учитывать влияние, которое группа оказала и продолжает оказывать на архитектуру, дизайн и искусство в целом. Хофман пишет о том, что De Stijl дал импульс для развития во Франции (Ле Корбюзье) и Германии (Мис ван дер Роэ). Если говорить об относительно недавних событиях, то в 2017 году праздновалось столетие неопластицизма в Голландии, в рамках которого проходили выставки, посвященные Питу Мондриану и его влиянию на последующие поколения мастеров, работающих в самых разных техниках. Также к празднованию была приурочена выставка «100 лет „Де Стейла“: Мондриан — голландскому дизайну», которая фактически переросла в растянувшийся на весь 2017 год фестиваль. В последнем приняли участие крупнейшие голландские музеи.

## Символичность искусства Мондриана
После подробного обсуждения творчества голландского художника важно сказать хотя бы несколько слов о месте символа в его работах.
Как уже отмечалось ранее, Мондриан — одна из связующих фигур между искусством прошлого и новыми художественными течениями века двадцатого. Творчество мастера ознаменует также выход за пределы принятых в искусстве рамок. Линеаризация, заявляющая свою самоценность и самостоятельность по отношению к эмпирическому миру, производит революцию в умах как зрителей, так и художников.
В то же время, предельное упрощение формы и доведение ее до сочетания простых линий и цветов, приводит к тому, что сама форма становится носителем универсального смысла и обретает многозначность. Иными словами, «модель» Мондриана полисимволична.
Можно сказать, что ритмичная линеаризация, присутствующая в работах художника, возвращает нас мысленно во времена Средневековья, когда произведения искусства были носителями большого количества смыслов и символов. Многозначность творчества Мондриана позволяет его искусству преодолеть границы, установленные эпохой Возрождения (именно в эпоху Возрождения было введено четкое разделение на скульптуру, архитектуру и живопись). Группа De Stijl, в которой принимал участие Мондриан создает не только живописные объекты, но и архитектуру, мебель и элементы дизайна.
Конечно, нельзя не отметить, что задумка об универсальном переустройстве мира так и не была воплощена в жизнь. Но при этом сама идея довольно стройно вписывается в убеждения неокантианцев о том, что человеческий разум конструирует мир вокруг себя. Мондриан, выступает как «символическое существо», когда в теории неопластицизма объективирует свои творческие способности. Получается, что символическая функция представлена в линиях и цветах работ Мондриана и группы De Stijl. Иными словами, посредством знаков (линий и цветов) внутреннее идеальное содержание являет себя через "внешний, чувственно ощущаемый, материальный субстрат (то есть через живописные работы, архитектуру, элементы интерьера и так далее).

## Своеобразие работы Хофмана, раскрывающей влияние творчества Пита Мондриана
После подробного рассмотрения творчества Пита Мондриана в контексте работы Вернера Хофмана, важно отметить следующее. Оригинальность «Основ современного искусства» связана, в первую очередь, с особенностью оптики взгляда австрийского искусствоведа.
Вернер Хофман выделяет Пита Мондриана, Пабло Пикассо и Василия Кандинского в качестве ключевых фигур, связующих искусство начала XX века с предыдущей художественной традицией. Все трое идут по пути опровержения неких основ, выходят за границы, принятые в искусстве, и тем самым вызывают шок у современников. Кубизм Пикассо, линеаризм Мондриана и беспредметные абстрактные работы Кандинского — все три направления постепенно приходят к утверждению автономности художественной формы. Формальному комплексу открывается путь от отображения к форме, к овеществлению. Важно подчеркнуть, что все три художника стремятся показать, что формальный комплекс, производящий предметные содержания, является действительностью не второго, а первого порядка. Подобное заявление открывает перед мастерами, идущими следом за Кандинским, Мондрианом и Пикассо новые возможности для самовыражения.
Но работа Хофмана не была бы уникальной, если бы в ней постулировались лишь заявления, резюмированные в предыдущем абзаце. Своеобразие труда австрийского искусствоведа связано с тем, что «Основы современного искусства…» покоятся на фундаменте неокантианского мировоззрения. Достижения и теории различных представителей искусства XX века рассматриваются через призму уникальных возможностей разума, который, конструируя и упорядочивая мир вокруг себя, стремится к преодолению его своеобразия посредством формулировки неких законов. При этом каждый мастер или художественное направление делают это по-своему.
На примере Пита Мондриана можно проследить, как художник, сформулировав для себя однажды принцип линеаризации как основополагающий, попытался упорядочить сначала свое искусство в соответствии с этим принципом, а затем в ходе дальнейших логических рассуждений пришел от линий к универсальному равновесию горизонталей и вертикалей. Последнее же в свою очередь заставило голландского мастера задуматься о путях преобразовании мира в соответствии с принципом идеальных соотношений. Таким образом, линия творчества Мондриана, представленная Хофманом, укладывается в рамки убеждений участников Марбурской школы неокантанства о конструирующей функции разума.
Работа Вернера Хофмана интересна еще и тем, что в ней творчество Мондриана (так же, как и Кандинского, и Пикассо) представлено последовательно и логично. Австрийский искусствовед сначала анализирует художественную традицию до Мондриана и ищет в искусстве до XX века связь с ним (с Мондрианом), затем рассматривает творчество самого голландского художника, а также влияние его идей на других мастеров.

Также ценно и то, что в своей работе Хофман анализирует творчество Мондриана иначе, чем это делают большинство исследователей. Довольно часто в научных статьях и работах делается упор на решающем воздействии теософских учений на формирование творческого метода художника. Таковы, к примеру, труды Sixten Ringbom, Jacqueline van Paaschen, Hilton Kramer, Peter Fingesten (и многих других), где Мондриан рассматривается как последователь идей Рудольфа Штайнера и Фридриха Шлейермахера. Вернер Хофман, хоть и упоминает о популярности данных идей в творческом кругу, к которому принадлежал Мондриан, но при этом не считает влияние воззрений Штайнера и Шлейермахера основополагающим. Напротив, австрийский искусствовед отталкивается от двух основных принципов: 1) от той ситуации, которая сложилась к 1910 году (моменту формирования Мондриана как мыслителя и художника); и 2) от того, как стремление к линеаризации и упорядоченности формы способствовало дальнейшему развитию идей художника, то есть как от линеаризации Мондриан пришел к неопластицизму и к идее универсального переустройства мира.